# ألان (سراب)
ألان هي قرية في مقاطعة سراب، إيران. عدد سكان هذه القرية هو 2,373 في سنة 2006.